# Jozef Kyselý
Jozef Kyselý (20. března 1912 Prešov – 21. července 1998 Praha) byl slovenský a československý poválečný politik Demokratické strany. Po únorovém převratu v roce 1948 jeden z hlavních funkcionářů Strany slovenské obrody, která byla loajálním spojencem komunistického režimu. Zasedal za ni v Národním shromáždění republiky Československé, Národním shromáždění Československé socialistické republiky a ve Sněmovně lidu Federálního shromáždění. Byl ministrem vlád Československa.

## Biografie
V poválečném období působil jako primátor Bratislavy. V září 1947 byl vzat krátce do vazby pro podezření „z protistátní činnosti“. Šlo o součást tlaku KSČ a bezpečnostních složek státu na slovenskou nekomunistickou scénu. Po návratu z vazby začal pracovat pro komunisty. Ještě před únorovým převratem roku 1948 na podzim 1947 se stal v rámci Demokratické strany členem prokomunisticky orientované frakce, která žádala očistu strany. Začal pracovat na vzniku nové katolické politické strany, která měla Demokratické straně odčerpat voliče. V lednu 1948 byl proto na 2. sjezdu Demokratické strany z této strany vyloučen.
Během únorového převratu spoluzakládal Akční výbor Národní fronty, který v Demokratické straně převzal moc a během následujících týdnů ji proměnil na Stranu slovenské obrody, v níž zaujal post generálního tajemníka. V následujících měsících se zapojil do frakčního boje v této formaci, v němž se jednotlivé skupiny vzájemně obviňovaly z protistátních úmyslů. Obětí tohoto boje se počátkem 50. let 20. století stal dosavadní předseda Strany slovenské obrody Ján Ševčík, který byl zatčen a uvězněn. Jozef Kyselý se pak roku 1951 místo něj stal předsedou strany a na tomto postu setrval až do roku 1965. V roce 1949 patřil mezi skupinu aktivistů Strany slovenské obrody, které komunistický režim zapojil do takzvané Katolické akce, která měla za cíl rozštěpit katolický tábor na Slovensku a vytvořit v něm prostátní a prokomunistickou frakci. Během 50. let vedl spory s generálním tajemníkem strany Jozefem Gajdošíkem, který měl ještě blíže ke komunistickému režimu.
Ve volbách roku 1948 byl zvolen do Slovenské národní rady. V 10. Sboru pověřenců působil v letech 1951-1952 jako pověřenec zdravotnictví.
V letech 1952–1953 byl místopředsedou vlády Antonína Zápotockého. Pak od ledna do září roku 1953 v téže vládě (od března 1953 vedené Viliamem Širokým) zastával post ministra stavebních hmot a od září 1953 do konce mandátu této vlády v prosinci 1954 byl ministrem místního hospodářství. V této funkci pokračoval i v následující druhé vládě Viliama Širokého až do roku 1958. Pak byl podle svědků v depresi ze ztráty postu a obával se, že ho čeká osud Jána Ševčíka. Nakonec byl v říjnu 1958 jmenován do funkce ministra - předsedy Vládního výboru pro zvelebení zemědělského, lesního a vodního hospodářství. V ní setrval do konce mandátu vlády v roce 1960.
Dlouhodobě zasedal i v celostátním nejvyšším zákonodárném sboru. Po volbách do Národního shromáždění roku 1948 získal za Stranu slovenské obrody mandát v parlamentu za volební kraj Prešov. Mandát nabyl až dodatečně v červnu 1952 jako náhradník poté, co rezignoval poslanec Peter Danielič. Mandát obhájil ve volbách v roce 1954 (volební obvod Veľké Kapušany-Michalovce), volbách v roce 1960 (nyní jako poslanec Národního shromáždění Československé socialistické republiky za Východoslovenský kraj, podílel se na projedání nové ústavy z roku 1960) a ve volbách v roce 1964 a v parlamentu setrval do roku 1968. V letech 1960–1965 byl místopředsedou parlamentu. Pak po federalizaci Československa zasedal v letech 1969–1971 ve Sněmovně lidu Federálního shromáždění (zde evidován nikoliv jako reprezentant Strany slovenské obrody ale jako bezpartijní).